# Шамс ад-Дін Мухаммед
Шамс ад-Дін Мухаммед (д/н — 1339) — емір Фарсу в 1339 році.

## Життєпис
Син Махмуд Шаха, інджу Фарсу. 1325 року останнього було призначено наїбом (намісником) Фарсу. Призначений представником батька в Ісфагані та Аджемському Іраку. З 1335 року діяв спільно з братом Гіяс ад-Діном Кай-Хосровом, що став фактично незалежним еміром Фарсу.
Спільно з Кей-Хосровом воював проти іншого брата Масуд Шаха, що висунув претензії на Шираз. Після поразки 1338 рокубрати потрапили у полон й ув'язнені були у фортеці Калат-Сафід, звідки невдовзі Мухаммед втік до Ісфагану, де став самостійним володарем.
1339 року об'єднався з Пір-Хусейном з Чобанідів, що намагався завоювати Фарс. Спільні війська в битві біля Сарвестану завдали поразки Масуд Шаху, що втік до Лурестану. Переможці зайняли Шираз, де оголосили себе співволодарями. Але через місяць Пір-Хусейн наказав вбити Мухаммеда, що зрештою спричинило загальне повстання й повернення до влади Масуд Шаха.